# Linnéa Martinsson
 (mai 2013).
Si vous disposez d'ouvrages ou d'articles de référence ou si vous connaissez des sites web de qualité traitant du thème abordé ici, merci de compléter l'article en donnant les références utiles à sa vérifiabilité et en les liant à la section « Notes et références ».
Pour les articles homonymes, voir Martinsson.
Linnéa Ingrid Anna Martinsson, alias Lune, est une danseuse, chorégraphe et musicienne originaire de Söråker, au nord de la Suède.

## Biographie
Linnéa part vivre à Stockholm pour étudier à l’École du Ballet Royal Suédois.
En 2007, elle fonde la troupe Digg Poney avec Andrea Csaszni Rygh et Rebecca Chentinell, célèbre pour ses braquages d'art dramatique, de commentaires et d'expression non conventionnelle. Digg Poney coopère aujourd'hui avec l'artiste visuel Adam Appel.
En 2010, elle rencontre Adrian Lux. Après l'avoir entendu jouer, ce dernier lui propose de travailler ensemble. Nait ainsi le morceau 'Teenage crime', puis 'Fire'. 
Lorsque Sebastian Ingrosso du groupe Swedish House Mafia l'entend, il est très enthousiaste et décide immédiatement de la prendre sous son aile et lui fait signer un contrat avec son propre label Refune Records.

## Le projet Lune
En collaboration avec Adrian Lux et producteur Carl Michael Herlöfsson, Linnéa a développé le projet de musique collaborative Lune.
« Lune est un projet où je combine différentes formes d'art avec l'ambition d'atteindre et de communiquer avec les gens. Je tiens à le voir comme un projet artistique qui évolue, en fonction de qui prend part à lui. »
Le 17 mai 2013 Lune sort une version revisitée de Leave The World Behind, un titre de Swedish House Mafia de 2010 (extrait de l'album Until One, et interprétée à l'époque par Deborah Cox).

## Discographie

### Singles et deux titres
- 2011 : Let Go - Private Admission
- 2011 : Girls With Bangs (Tiësto Remix)
- 2012 : Fire (Adrian Lux)
- 2013 : Made Of Steel 
Leave the world behind
Don't be sober

### Collaborations
- 2010 : Teenage crime (Adrian Lux)
- 2012 : Teenage crime (Adrian Lux)

### Albums
- 2013 : Music & Sports

Son tout premier album, enregistré en automne dans un presbytère de Gotland, en Suède et en collaboration avec Carl-Michael Herlöfsson et Adrian Lux). 